# Прогевеїн
Прогевеїн (англ. Pro-hevein, альтернативна назва: Major hevein, назва гена: HEV1) — це індукований пораненням лектино-подібний білок з Hevea brasiliensis (каучукового дерева), де він задіяний у коагуляції латексу.
Цей пропептид із 187 амінокислот розщеплюється на 2 фрагменти: N-термінальний 43-амінокислотний гевеїн-несучий хітин-зв'язуючий домен типу 1 (відомий як CBM18, англ. carbohydrate-binding module), який приєднується до хітину та 138-амінокислотний, що містить Barwin domain.
Має протигрибкові властивості.

## Роль у алергії на латекс
Гевеїн (англ. Hevein) — основний IgE-звязуючий епітоп головного алергену латексу (prohevein), оккільки існуєють hevein-подібні білки у фруктових хітіназах класу І. Тому він є можливою причиною перехресної алергії між латексом та бананами та іншими плодами, наприклад каштананом чи авокадо. Гевеїн-подібні гени можна знайти у різних рослинах, включаючи Arabidopsis thaliana.
Конформамаційний епітоп гевеїну називають Hev b 6.02.